# Begoña Fernández
Begoña Fernández Molinos (Vigo, Pontevedra, 22 de marzo de 1980) es una exjugadora española de balonmano.
Es la capitana de la selección española, con la que logró la medalla de bronce en los Juegos Olímpicos de Londres 2012. En 2011 ganó, también con la selección, la medalla de bronce en el Campeonato del Mundo disputado en Brasil.

## Palmarés

### Selección española
- Medalla de plata en el Campeonato de Europa de 2008.
- Medalla de bronce en el Campeonatos del Mundo de 2011.
- Medalla de bronce en los Juegos Olímpicos de 2012.

### Galardones individuales
- Miembro del Salón de la Fama del Balonmano Europeo (2023)[2]